# Sammartino (cognome)
Sammartino è un cognome di lingua italiana.

## Varianti
Santomartino.

## Origine e diffusione
Cognome tipicamente meridionale, è presente prevalentemente in Sicilia e Campania.
Potrebbe derivare da un toponimo.
In Italia conta circa 981 presenze.
La variante Santomartino è napoletana e potentina.

## Persone
- Giovanni Battista Sammartino – religioso, fisico e botanico italiano
- Giulio Benso Sammartino Duca della Verdura – ingegnere e politico italiano
- Giuseppe Sammartino – scultore italiano
- Bruno Sammartino - American Wrestler